# Świdno (Grójec)
Pour les articles homonymes, voir Świdno.
Świdno (prononciation : [ˈɕfidnɔ]) est un village polonais de la gmina de Mogielnica dans le powiat de Grójec de la voïvodie de Mazovie dans le centre-est de la Pologne.
Il se situe à environ 5 kilomètres au sud-est de Mogielnica (siège de la gmina), 26 km au sud de Grójec (siège du powiat) et à 66 km au sud de Varsovie (capitale de la Pologne).

## Histoire
De 1975 à 1998, le village appartenait administrativement à la voïvodie de Radom.